# Dawid Kołakowski
Dawid Kołakowski (ur. 13 stycznia 1993 w Katowicach) – polski koszykarz występujący na pozycji silnego skrzydłowego. Reprezentant Polski do lat 17, wicemistrz świata w tej kategorii wiekowej z 2010 roku. Od 2015 roku zawodnik klubu AZS AWF Mickiewicz Romus Katowice.
Kołakowski początkowo uprawiał piłkę nożnę. Do gry w koszykówkę przekonał go trener klubu MKS Zabrze – Janusz Moralewicz, a Kołakowski został wychowankiem zabrzańskiej drużyny, w której trenował od 2006 roku. Latem 2010 roku początkowo miał podpisać kontrakt wyłącznie z Treflem Sopot, jednak ostatecznie został zawodnikiem także SMS-u PZKosz Władysławowo. W barwach drużyny z Władysławowa zadebiutował na poziomie centralnych rozgrywek ligowych, występując w latach 2010–2012 w 15 meczach w II lidze. Jednocześnie w tym czasie trenował również z Treflem, reprezentując ten klub w rozgrywkach juniorskich i zdobywając z nim dwukrotnie (2011 i 2012) wicemistrzostwo Polski juniorów. Od 2012 roku był zawodnikiem Mickiewicza Katowice, który także występował w II lidze. W zespole tym rozegrał 73 mecze na tym poziomie rozgrywkowym. Latem 2015 roku, po połączeniu Mickiewicza z AZS-em AWF-em Katowice, został zawodnikiem nowo powstałego klubu AZS AWF Mickiewicz Romus Katowice, grającego w I lidze. Ponadto został także zgłoszony do drugoligowych rezerw tego zespołu.
W 2010 roku Kołakowski został powołany do reprezentacji Polski do lat 17 na rozgrywane w Hamburgu mistrzostwa świata w tej kategorii wiekowej. Podczas tego turnieju wystąpił w 2 meczach (przeciwko Korei Południowej i Serbii), spędzając na parkiecie w sumie około 4 minut i zdobywając 2 punkty. Wraz z polską kadrą zdobył wówczas srebrny medal tej imprezy.